# 파파야
파파야(papaya, 학명：Carica papaya)는 파파야과, 파파야속의 상록 소고목이다. 그 과일도 파파야라고 한다. 목과, 파우파우, 마망, 트리 멜론 등으로 불리기도 한다.

## 특징
아메리카 남부의 열대 지방, 멕시코 남부와 인접한 중앙 아메리카의 열대 지역을 원산으로 하는 상록 활엽 소교목(아교목)이다. 현재는 많은 열대의 나라들에서 재배되고 있고 일본에서는 오키나와 등에서 인가의 뜰에 자생하고 있다. 곧게 성장한 줄기의 끝에 큰 잎이 집중되어 있어, 나무의 높이는 약 6m에 이른다. 긴 잎꼭지가 있어, 잎은 약간 상장에 크게 베인 자국이 들어가 있다. 잎은 얇고 부드럽다.
꽃은 줄기 끝의 잎 아래 쪽에 나온다. 통상은 자웅이주로, 수꽃은 자라면 처진다. 꽃은 황록색으로 눈에 띄지 않는다.
파파야는 다년생이며, 키가 자라면 줄기가 점차 굵어지므로, 나무라고 볼 수도 있지만, 줄기는 매우 부드럽고 태풍 등에 쉽게 넘어진다. 또 줄기 부분은 목질화되지 않고, 넘어지면 곧바로 썩어 나무와 풀의 중간 성질을 가진다.
과일은 식용으로 이용되며 생과일이나 건조시킨 과일을 일반적으로 유통하고 있다. 태국이나 필리핀 등에서 많이 수입된다. 과육 속 파파인 성분은 효소의 일종으로 단백질의 소화를 돕는 작용을 하므로 약용한다.

## 이용

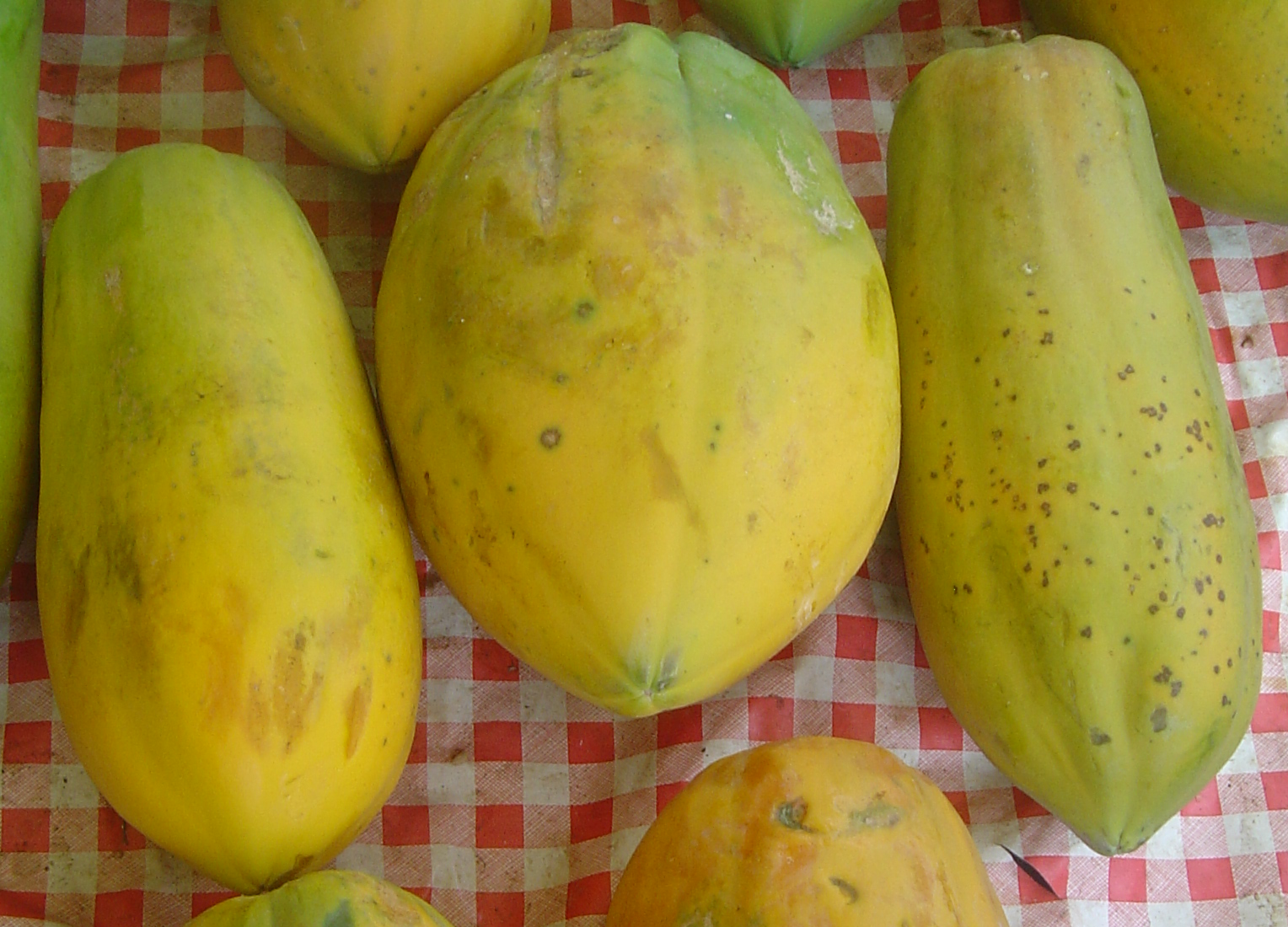
잘 익은 파파야 열매

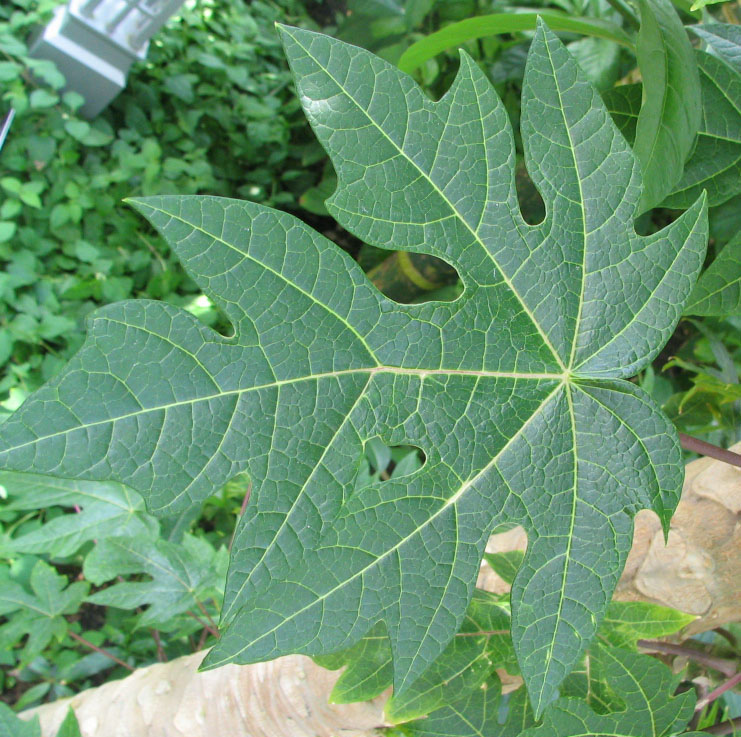
파파야의 잎

### 과일
과일이 익으면 초록색에서 노랗게 변한다. 속이 빈 가운데 부분에는 검은 알갱이 씨가 많이 있지만, 씨는 제거를 하고, 주위의 과육을 먹는다. 단 맛이 강하고 독특한 향이 있으므로, 레몬 수육을 끼얹어, 신 맛을 더하는 경우도 있다.
채소로 이용되는 풋과일은 단백질 분해 효소인 《파파인》을 포함하므로, 고기 요리에 이용하는 경우가 있지만, 과일로 판매되고 있는 익은 과실에는 파파인 함량이 조금만 남게 된다. 따라서 고기의 연화 작용이나 소화 촉진 작용은 기대할 수 없다.
과육은 가늘게 잘라 건조시켜, 말린 과일로 내놓기도 한다. 타이완에서는 우유와 과육을 섞어서 혼합한 파파야 우유가 명물이 되고 있고, 종이팩 상품도 있다. 홍콩에는 노랗게 익은 열매의 끝부분을 도려내고, 스프를 넣어 쩌 먹는 요리가 있다. 광동 요리에서는 디저트로 시럽으로 만든 파파야가 있고, 같은 시럽으로 익혀 버섯, 계란 등과 섞어서 만드는 경우도 있다.

### 채소
필리핀, 태국 등에서는 과일로서보다는 채소로 취급한다. 채소로 사용할 때는 풋과일의 푸른 파파야 껍질을 벗겨, 과육을 채를 썰어 물에 불리고 볶아서 먹는다. 채를 썬 것이 봉투에 포장되어 슈퍼마켓에 판매가 되며, 요리된 것은 반찬으로, 도시락으로 판매되고 있다. 또 이것을 말린 것은 말린 무와 같이 이용된다.
태국에서는 푸른 파파야를 《마라코》라고 부르며, 채를 썬 열매를 마늘, 고추 등의 양념과 조미료 등으로 버물려서 《솜탐》이라는 샐러드로 먹는다. 뿌리의 일부는 부드럽고, 전분을 포함하므로, 제2차 세계대전 때에 남방의 섬에 고립된 일본군이 열매를 다 먹은 뒤 뿌리를 파서 식용으로 이용하기도 하였다.

### 비누
파파야의 열매를 자르면 스며 나오는 흰 액체(파파인 효소)를 가루로 만들어 정제한 것을 세안 재료로 사용한다. 강한 세정력이 있으며, 여드름에 등에 효과가 좋다고 알려져 있다.

## 재배
파파야의 씨를 뿌리면 간단하게 싹을 틔우므로, 관엽식물로서 즐길 수 있다. 다만 열대 식물이므로 발아에는 일정 수준의 온도가 필요하다. 자웅이주이므로, 열매를 먹으려면 여러 주를 기를 필요가 있다. 암꽃이 핀 후에 수꽃의 가루를 수분시키면 과일이 자란다. 또 온도에 따라서는 양성화가 붙기도 한다. 이 경우 1주 이내 과일을 얻을 수 있다.

## 갤러리

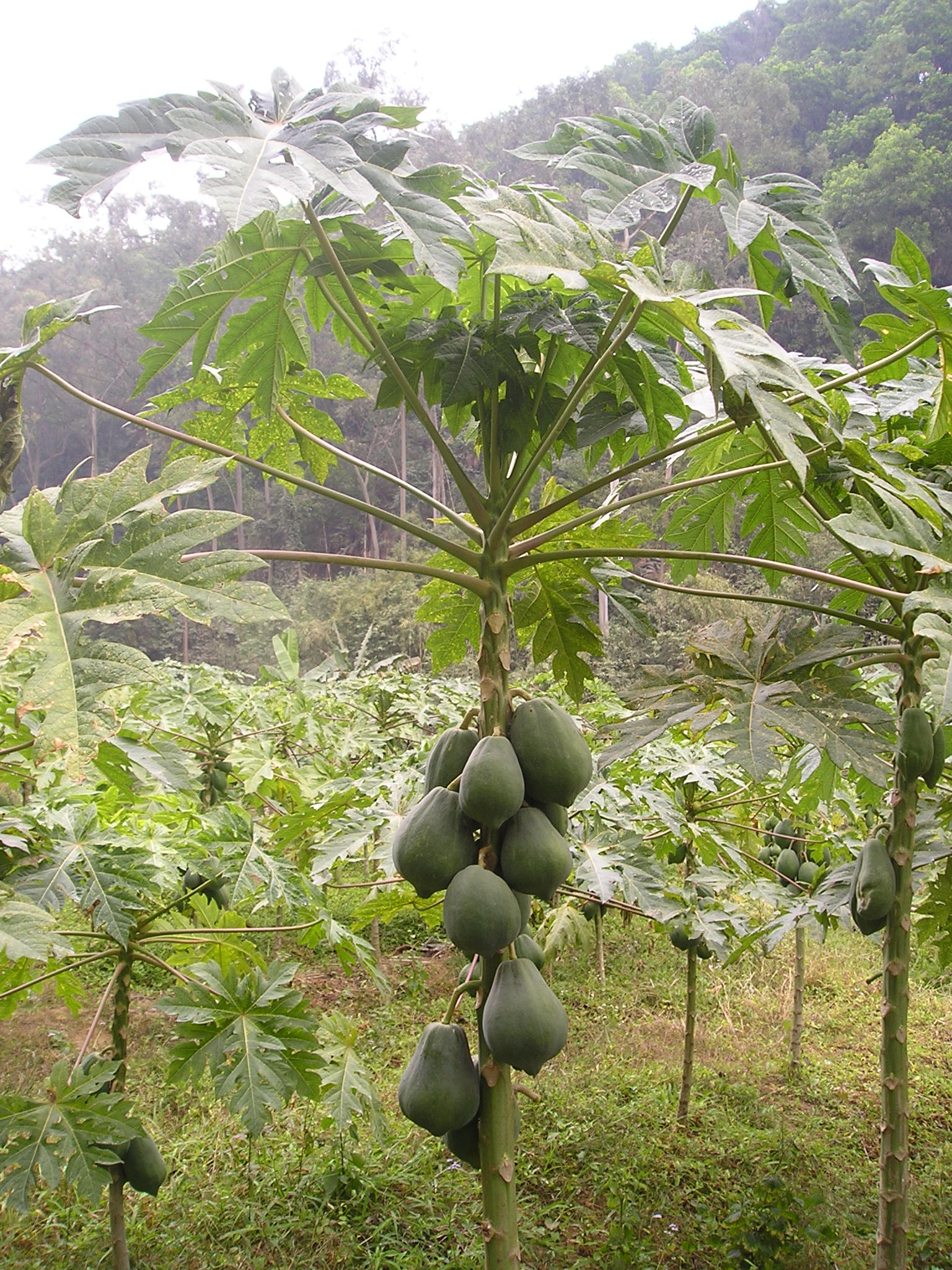
파파야 나무
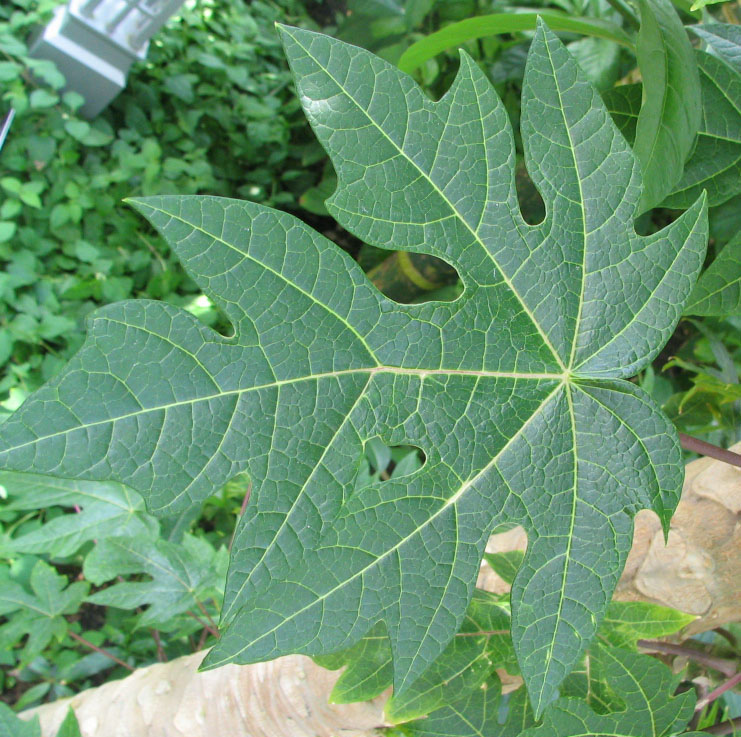
파파야 줄기
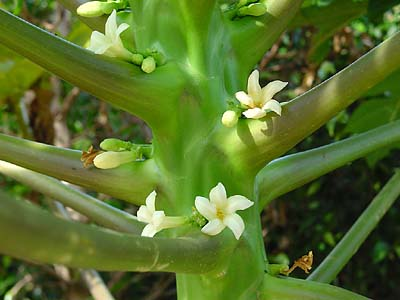
암꽃
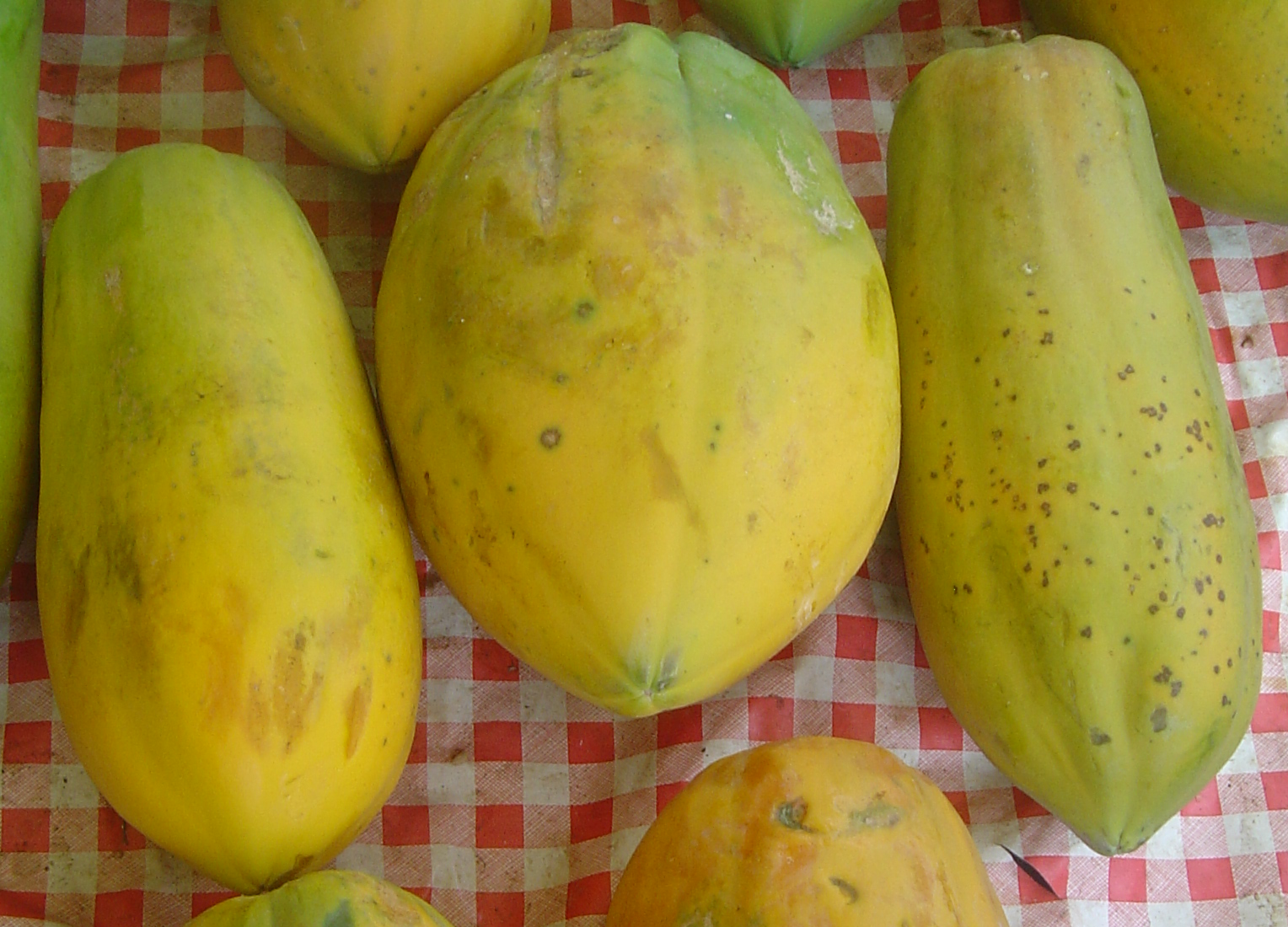
익은 파파야 열매
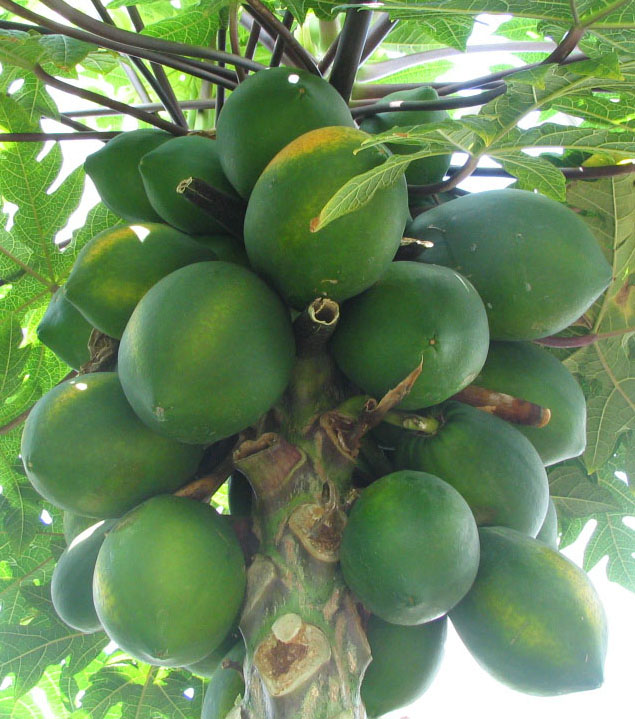
파파야 풋열매과 줄기
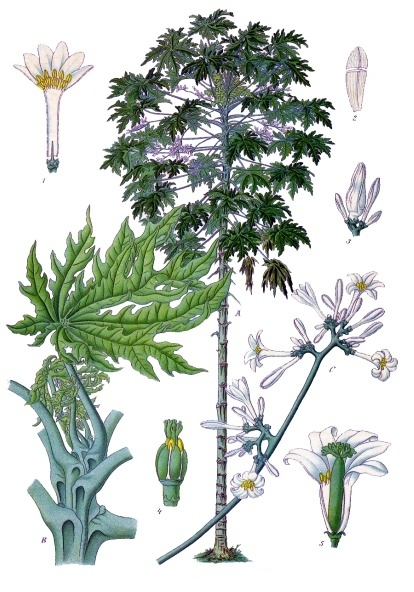
나무와 꽃(쾰러의 약이되는 식물(1887))
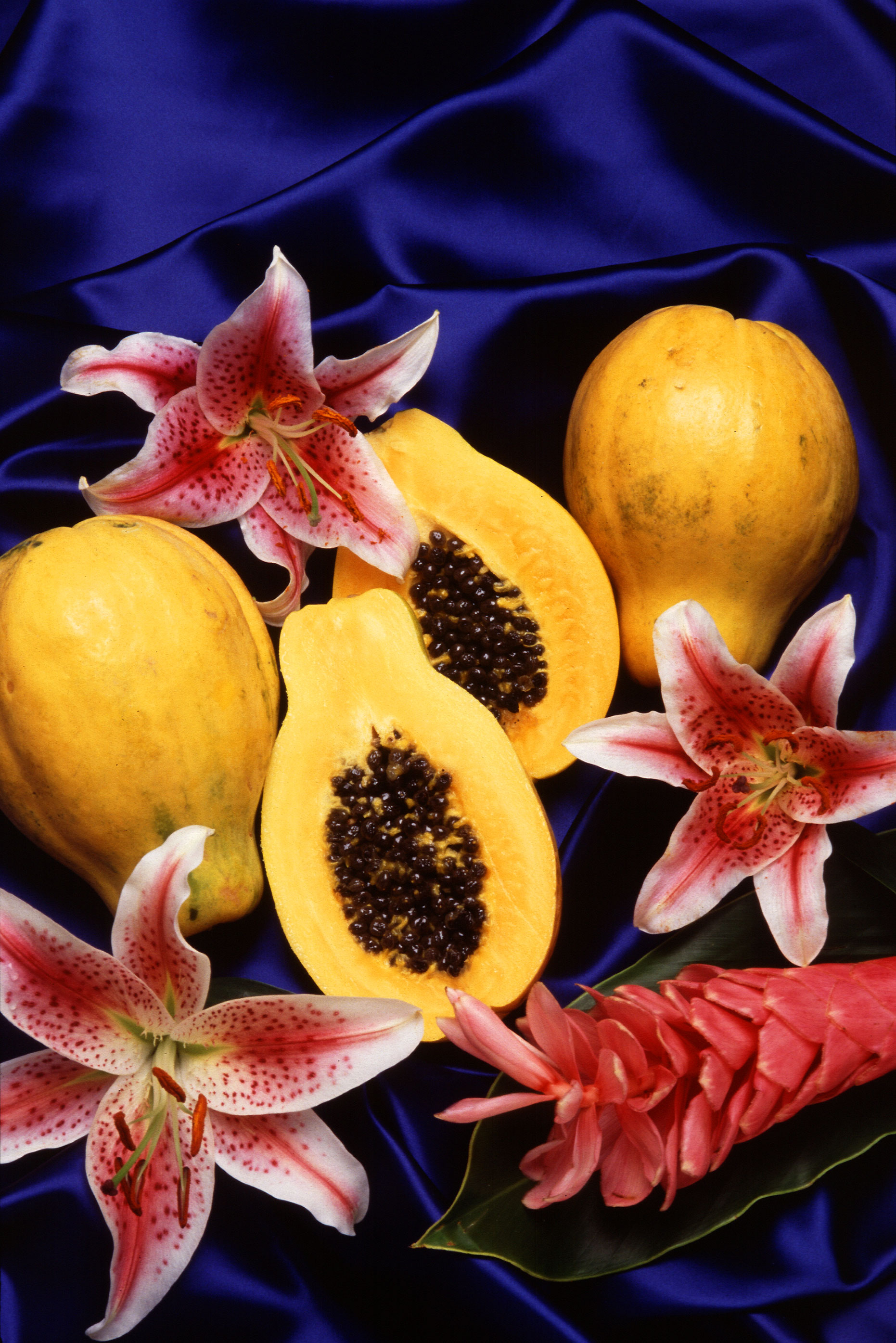
하와이얀 파파야
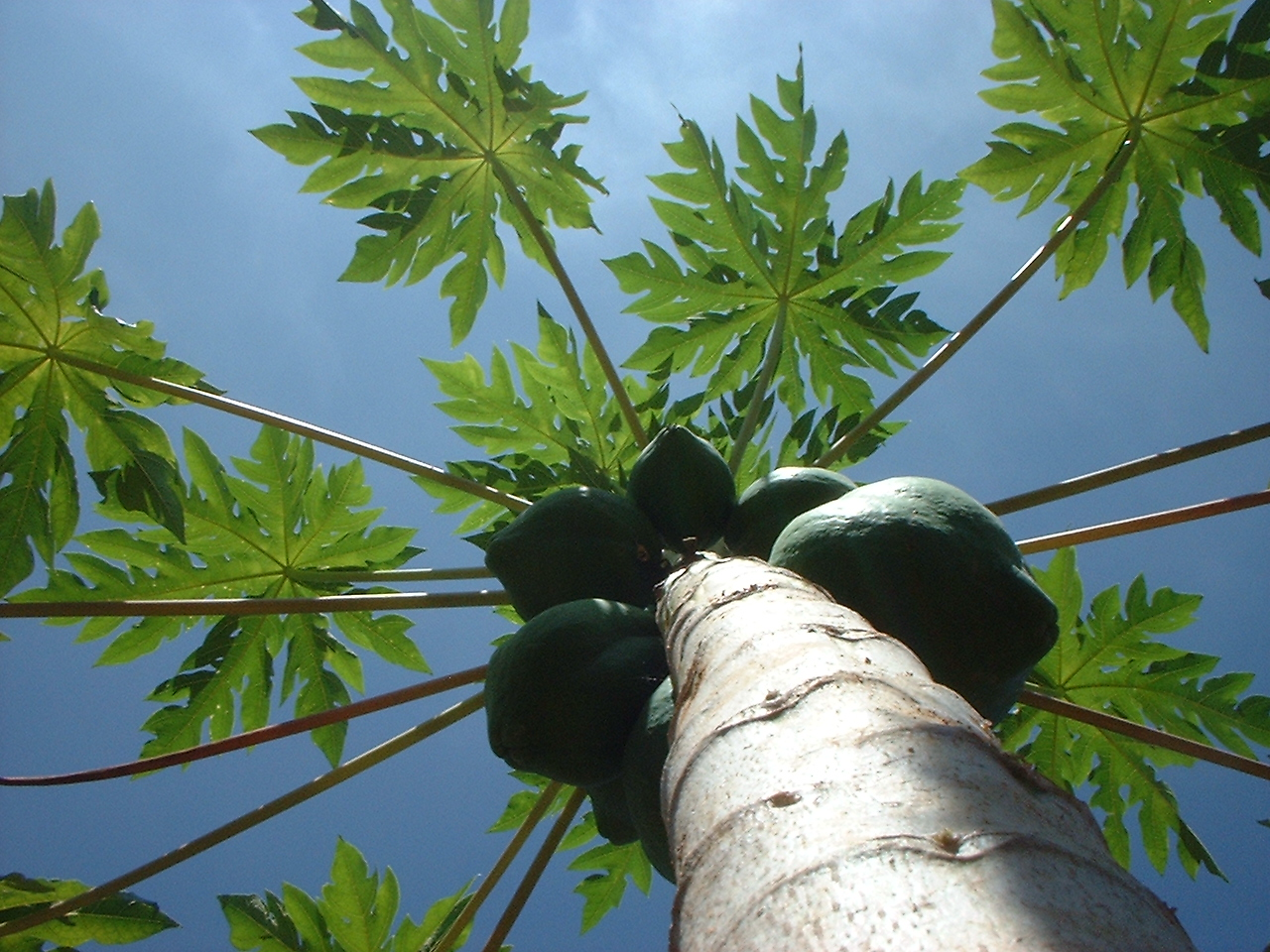
인디언 파파야 나무